# FINA-ina ljestvica vaterpolskih reprezentacija
FINA-ina ljestvica vaterpolskih reprezentacija inaugurirana je 2013. po uzoru na FIFA-inu ljestvicu u nogometu. Na ljestvici se našlo ukupno 49 muških i 26 ženskih reprezentacija.
U obzir je uzeto razdoblje od 2009. do kraja 2012. godine, a bodovi se dijele po utvrđenom izračunu. Konkretno, zlato na OI donosi 100 bodova, srebro 86, bronca 76. Naslov prvaka svijeta teži 90 bodova, srebro 78, bronca 70. Naslov pobjednika Svjetskog kupa i Svjetske lige donosi 40 bodova, srebro 30, bronca 25. Kontinentalno zlato donosi 30 bodova, srebro 26, a bronca 22. Boduju se i mjesta osvojena na kvalifikacijama za olimpijski turnir, kao i Razvojni trofej FINA-e u vaterpolu.

## Prvih 10 (muškarci)
(24. travnja 2013.)
- Srbija 441
- Hrvatska 430
- Italija 329
- Španjolska 317
- SAD 280
- Mađarska 216
- Rumunjska 198
- Australija 196
- Njemačka 166
- Kazahstan 158

## Prvih 10 (žene)
(24. travnja 2013.)
- SAD 440
- Rusija 322
- Kina 301
- Australija 294
- Grčka 282
- Italija 244
- Kanada 230
- Španjolska 230
- Mađarska 224
- Nizozemska 150
- Kazahstan 90

Hrvatska (10 bodova) dijeli posljednje 23. mjesto s Argentinom i Venezuelom.

## Vanjske poveznice
- FINA-ina ljestvica  Arhivirana inačica izvorne stranice od 4. svibnja 2013. (Wayback Machine)